# Каннин
Каннин (яп. 寛仁 каннин) — девиз правления (нэнго) японского императора Го-Итидзё с 1017 по 1021 год .

## Продолжительность
Начало и конец эры:
- 23-й день 4-й луны 6-го года Тёва (по юлианскому календарю — 21 мая 1017 года);
- 2-й день 2-й луны 5-го года Каннин (по юлианскому календарю — 17 марта 1021 года).

## Происхождение
Название нэнго было заимствовано из классического древнекитайского сочинения «Записи о Гуйцзи» (кит. трад. 會稽記, пиньинь Guìjī jì, палл. Гуйцзи цзи):「寛仁祐云々」.

## События
- 5 июня 1017 года (9-й день 5-й луны 1-го года Каннин) — дайдзё тэнно Сандзё скончался в возрасте 42 лет[6];
- 22 января 1018 года (3-й день 1-й луны 2-го года Каннин) — император Го-Итидзё отпраздновал своё совершеннолетие[7].

## Сравнительная таблица
Ниже представлена таблица соответствия японского традиционного и европейского летосчисления. В скобках к номеру года японской эры указано название соответствующего года из 60-летнего цикла китайской системы гань-чжи. Японские месяцы традиционно названы лунами.
| 1-й год Каннин (Огненная Змея)          | 1-я луна*       | 2-я луна   | 3-я луна* | 4-я луна* | 5-я луна               | 6-я луна* | 7-я луна*  | 8-я луна    | 9-я луна    | 10-я луна* | 11-я луна  | 12-я луна     |                        |
| --------------------------------------- | --------------- | ---------- | --------- | --------- | ---------------------- | --------- | ---------- | ----------- | ----------- | ---------- | ---------- | ------------- | ---------------------- |
| Юлианский календарь                     | 31 января 1017  | 1 марта    | 31 марта  | 29 апреля | 28 мая                 | 27 июня   | 26 июля    | 24 августа  | 23 сентября | 23 октября | 21 ноября  | 21 декабря    |                        |
| 2-й год Каннин (Земляная Лошадь)        | 1-я луна        | 2-я луна*  | 3-я луна  | 4-я луна* | 4-я луна* (високосная) | 5-я луна  | 6-я луна*  | 7-я луна*   | 8-я луна    | 9-я луна   | 10-я луна* | 11-я луна     | 12-я луна              |
| Юлианский календарь                     | 20 января 1018  | 19 февраля | 20 марта  | 19 апреля | 18 мая                 | 16 июня   | 16 июля    | 14 августа  | 12 сентября | 12 октября | 11 ноября  | 10 декабря    | 9 января 1019          |
| 3-й год Каннин (Земляная Коза)          | 1-я луна        | 2-я луна*  | 3-я луна  | 4-я луна* | 5-я луна*              | 6-я луна  | 7-я луна*  | 8-я луна*   | 9-я луна    | 10-я луна* | 11-я луна  | 12-я луна     |                        |
| Юлианский календарь                     | 8 февраля 1019  | 10 марта   | 8 апреля  | 8 мая     | 6 июня                 | 5 июля    | 4 августа  | 2 сентября  | 1 октября   | 31 октября | 29 ноября  | 29 декабря    |                        |
| 4-й год Каннин (Металлическая Обезьяна) | 1-я луна        | 2-я луна*  | 3-я луна  | 4-я луна* | 5-я луна               | 6-я луна* | 7-я луна   | 8-я луна*   | 9-я луна*   | 10-я луна  | 11-я луна* | 12-я луна     | 12-я луна (високосная) |
| Юлианский календарь                     | 28 января 1020  | 27 февраля | 27 марта  | 26 апреля | 25 мая                 | 24 июня   | 23 июля    | 22 августа  | 20 сентября | 19 октября | 18 ноября  | 17 декабря    | 16 января 1021         |
| 5-й год Каннин (Металлический Петух)    | 1-я луна*       | 2-я луна   | 3-я луна  | 4-я луна* | 5-я луна               | 6-я луна* | 7-я луна   | 8-я луна*   | 9-я луна    | 10-я луна* | 11-я луна* | 12-я луна     |                        |
| Юлианский календарь                     | 15 февраля 1021 | 16 марта   | 15 апреля | 15 мая    | 13 июня                | 13 июля   | 11 августа | 10 сентября | 9 октября   | 8 ноября   | 7 декабря  | 5 января 1022 |                        |

* звёздочкой отмечены короткие месяцы (луны) продолжительностью 29 дней. Остальные месяцы длятся 30 дней.